# Primrose (Wisconsin)
Primrose es un municipio del condado de Dane, Wisconsin, Estados Unidos. Tiene una población estimada, a mediados de 2021, de 743 habitantes.

## Geografía
Está ubicado en las coordenadas 42°53′22″N 89°39′28″O / 42.88944, -89.65778. Según la Oficina del Censo de los Estados Unidos, tiene una superficie total de 92.70 km², de la cual 92.67 km² corresponden a tierra firme y 0.03 km² están cubiertos por agua.

## Demografía
Según el censo de 2020, en ese momento había 750 personas residiendo en la zona. La densidad de población era de 8.1 hab./km². El 94.80% de los habitantes eran blancos, el 0.53% eran afroamericanos, el 0.27% eran amerindios, el 0.67% eran asiáticos, el 0.53% eran de otras razas y el 3.20% eran de una mezcla de razas. Del total de la población, el 2.80% eran hispanos o latinos de cualquier raza.